# 1532
1532. је била проста година.